# Liodessus guttatus
Liodessus guttatus är en skalbaggsart som beskrevs av Olof Biström 1988. Liodessus guttatus ingår i släktet Liodessus och familjen dykare. Inga underarter finns listade i Catalogue of Life.